# Jared Leto
Jared Joseph Leto (Bossier City, Louisiana, 1971. december 26. –) Oscar-díjas és Golden Globe-díjas amerikai színész, zenész. 
A Thirty Seconds to Mars amerikai rockegyüttes énekese, gitárosa és dalszerzője. A My So-Called Life című sorozat mélabús szívtiprójaként, Jordan Catalano szerepében vált ismertté. Olyan filmekben tűnt fel, mint a Rekviem egy álomért, Pánikszoba, Nagy Sándor, a hódító, Fegyvernepper, Chapter 27, Mr. Nobody és Szárnyas fejvadász 2049. 2014-ben Oscar-díjat nyert a Mielőtt meghaltam című filmben nyújtott alakításáért.

## Fiatalkora és családja
Biológiai apja Tony Devour (már elhunyt), aki újranősült, két gyermeke van a második feleségétől. Apja Carl Leto aki szintén újranősült, feleségül vette Constance-t (Jared édesanyját) és adoptálta Jaredet és Shannont. Szemorvosként dolgozik. Anyja Constance, aki felnevelte Jaredet és testvérét, Shannont a válás után. Bátyja Shannon Leto, szintén színész, zenész (a Thirty Seconds to Mars dobosa), fényképész. Két féltestvére van biológiai apja második házasságából. Nagymamája Ruby.
Tanulmányai
- Emercon Általános Iskola, Washington DC (Emerson Preparatory School)
- Newton Északi Középiskola (Newton North High School)
- Flint Hill Előkészítő, Oakton, Virginia (Flint Hill Preparatory)
- Művészetek Egyeteme, Philadelphia (University of the Arts)
- Vizuális Művészetek Iskolája, filmkészítés szakirány, New York (School of Visual Arts)

## Pályafutása
Egy kábítószerfüggő szerepének a kritikusok által is dicsért megformálásával vált ismertté a Rekviem egy álomért című filmben. Jared énekes és gitáros a Thirty Seconds to Mars nevű rock együttesében. Eredetileg a festés érdekelte és beiratkozott a Philadelphiai Művészeti Egyetemre. Később azonban átiratkozott a Vizuális Művészetek Iskolájába New York-ban, ahol filmkészítés szakirányon tanult. Az első filmje a Crying Joy volt, amit tanulás alatt készített. Ő írta és a főszerepet is ő játszotta. 
1992-ben kezdődött a küzdelem, hogy megalapozza színészi karrierjét és Los Angelesbe költözött. Csak két évvel később, 1994-ben volt, hogy az első főszerepét megkapta. Jordan Catalanót játszotta a 90-es évek közepén a tini dráma sorozatban, a My So-Called Life-ban. Bár a sorozat csak egy évig tartott, Jared szerepe igen népszerűvé vált azáltal, hogy a Music Television többször is a műsorára tűzte ezt az ABC show-t, ami hozzájárult, hogy a képernyőn látható legyen. 1994-ben Jared főszerepet játszott Alicia Silverstone-nal a Cool and The Crazy című tv-filmben. Első nagy mozifilmszerepét a következő évben, 1995-ben kapta, amikor A szerelem színei című film főszerepét játszotta el. 1996-ban Christina Ricci oldalán volt főszerepe Az utolsó nagy király című filmben. 1997-ben Danny Glover és Dennis Quaid volt a partnere a Halálkanyarban, majd a legendás futó, Steve Prefontaine alakját formálta meg a Harc a másodpercekért című filmben. 
1998-ban Az őrület határán című filmben szerepelt Nick Nolte, George Clooney és Sean Penn mellett. Szintén fontos szerephez jutott a Rémségek könyve és az Átok és bosszú című filmekben. 1999-ben mellékszereplőként láthattuk viszont a sokat vitatott Harcosok klubjában. 2000-ben a lehető legjobb kritikát kapta az Amerikai Psychóban és a Rekviem egy álomért című filmben nyújtott merész színészi játékáért. Szintén játszott a Sunset Strip – A jövő útja (2000), a Highway (2001) című filmben és kapott egy kis szerepet a Pánikszoba (2002) című filmben. Az elmúlt években a Nagy Sándor, a hódító (2004), a Fegyvernepper (2005), a Lonely Hearts (2006) és a Chapter 27 (2007) című filmekben jelent meg. 2010 nyarán a magyar mozivásznakra került Mr. Nobody című sci-fi-drámájában láthattuk.
Jaredet módszeres színésznek tartják, ismert arról, hogy mennyire felveszi az eljátszandó szerep karakterét. Először állítólag 14 kilót fogyott, és két hónapig szexmentes életet élt a Rekviem egy álomért heroinfüggő szerepének a kedvéért, majd 24 kilót hízott a Chapter 27-ben játszott szerepéhez.
A színészi hivatáson kívül gitárosa és énekese a Thirty Seconds to Mars nevű együttesének, melyben bátyja, Shannon dobol. Az együttes az önmagáról elnevezett 30 Seconds to Mars című lemezével debütált 2002-ben, második albumuk pedig a 2005-ös A Beautiful Lie, ami platinalemez lett. 2006 márciusában indultak első önálló turnéjukra, mely a Forever Night Never Day címet viselte. Harmadik albumuk 2009 decemberében jött ki, This Is War címmel. Azóta is ezt a lemezt turnéztatják, immár lassan 2 éve.
2013. május 20-án jelent meg 4. stúdióalbumuk, ami a Love, Lust, Faith and Dreams címet viseli.

## Diszkográfia

### 30 Seconds to Mars-albumok
- 30 Seconds to Mars (2002)
- A Beautiful Lie (2005)
- This Is War (2009)
- Love, Lust, Faith and Dreams (2013)
- America (2018)
- It's the End of the World but It's a Beautiful Day (2023)

## Filmográfia

### Film
| Év   | Magyar cím                       | Eredeti cím                   | Szerep                       | Magyar hang     |
| ---- | -------------------------------- | ----------------------------- | ---------------------------- | --------------- |
| 1995 | A szerelem színei                | How to Make an American Quilt | Beck                         |                 |
| 1996 | Az utolsó nagy király            | The Last of the High Kings    | Frankie Griffin              |                 |
| 1997 | Harc a másodpercekért            | Prefontaine                   | Steve Prefontaine            | Tzafetás Roland |
| 1997 | Halálkanyar                      | Switchback                    | Lane Dixon                   | Markovics Tamás |
| 1998 | Átok és bosszú                   | Basil                         | Basil                        |                 |
| 1998 | Rémségek könyve                  | Urban Legend                  | Paul Gardener                | Bozsó Péter     |
| 1998 | Az őrület határán                | The Thin Red Line             | William Whyte hadnagy        |                 |
| 1999 | Fekete-fehér                     | Black & White                 | Casey                        |                 |
| 1999 | Harcosok klubja                  | Fight Club                    | Angel Face                   | Csőre Gábor     |
| 1999 | Észvesztő                        | Girl, Interrupted             | Tobias "Toby" Jacobs         | Csőre Gábor     |
| 2000 | Amerikai pszichó                 | American Psycho               | Paul Allen                   | Dévai Balázs    |
| 2000 | Sunset Strip – A jövő útja       | Sunset Strip                  | Glen Walker                  |                 |
| 2000 | Rekviem egy álomért              | Requiem for a Dream           | Harry Goldfarb               | Kaszás Gergő    |
| 2001 | Tökös srác                       | Sol Goode                     | feltörekvő rocksztár (cameo) |                 |
| 2002 |                                  | Highway                       | Jack Hayes                   |                 |
| 2002 | Pánikszoba                       | Panic Room                    | Junior                       | Király Attila   |
| 2004 | Nagy Sándor, a hódító            | Alexander                     | Héphaisztion                 | Rába Roland     |
| 2005 | Fegyvernepper                    | Lord of War                   | Vitalij Orlov                | Előd Álmos      |
| 2006 | Gyilkos szerelem                 | Lonely Hearts                 | Raymond Fernandez            | Görög László    |
| 2007 |                                  | Chapter 27                    | Mark David Chapman           |                 |
| 2009 |                                  | Mr. Nobody                    | Nemo Nobody                  |                 |
| 2013 | Mielőtt meghaltam                | Dallas Buyers Club            | Rayon                        | Rába Roland     |
| 2016 | Suicide Squad – Öngyilkos osztag | Suicide Squad                 | Joker                        | Gáspár András   |
| 2017 |                                  | 2036: Nexus Dawn (rövidfilm)  | Niander Wallace              |                 |
| 2017 | Szárnyas fejvadász 2049          | Blade Runner 2049             | Niander Wallace              | Kaszás Gergő    |
| 2018 | A kívülálló                      | The Outsider                  | Nick Lowell                  |                 |
| 2021 | Ördög a részletekben             | The Little Things             | Albert Sparma                | Kaszás Gergő    |
| 2021 | Zack Snyder: Az Igazság Ligája   | Zack Snyder's Justice League  | Joker                        | Gáspár András   |
| 2021 | A Gucci-ház                      | House of Gucci                | Paolo Gucci                  | Görög László    |
| 2022 | Morbius                          | Morbius                       | Dr. Michael Morbius          | Dévai Balázs    |
| 2023 | Kísértetkastély                  | Haunted Mansion               | Alistair Crump               | Csőre Gábor     |

### Televízió

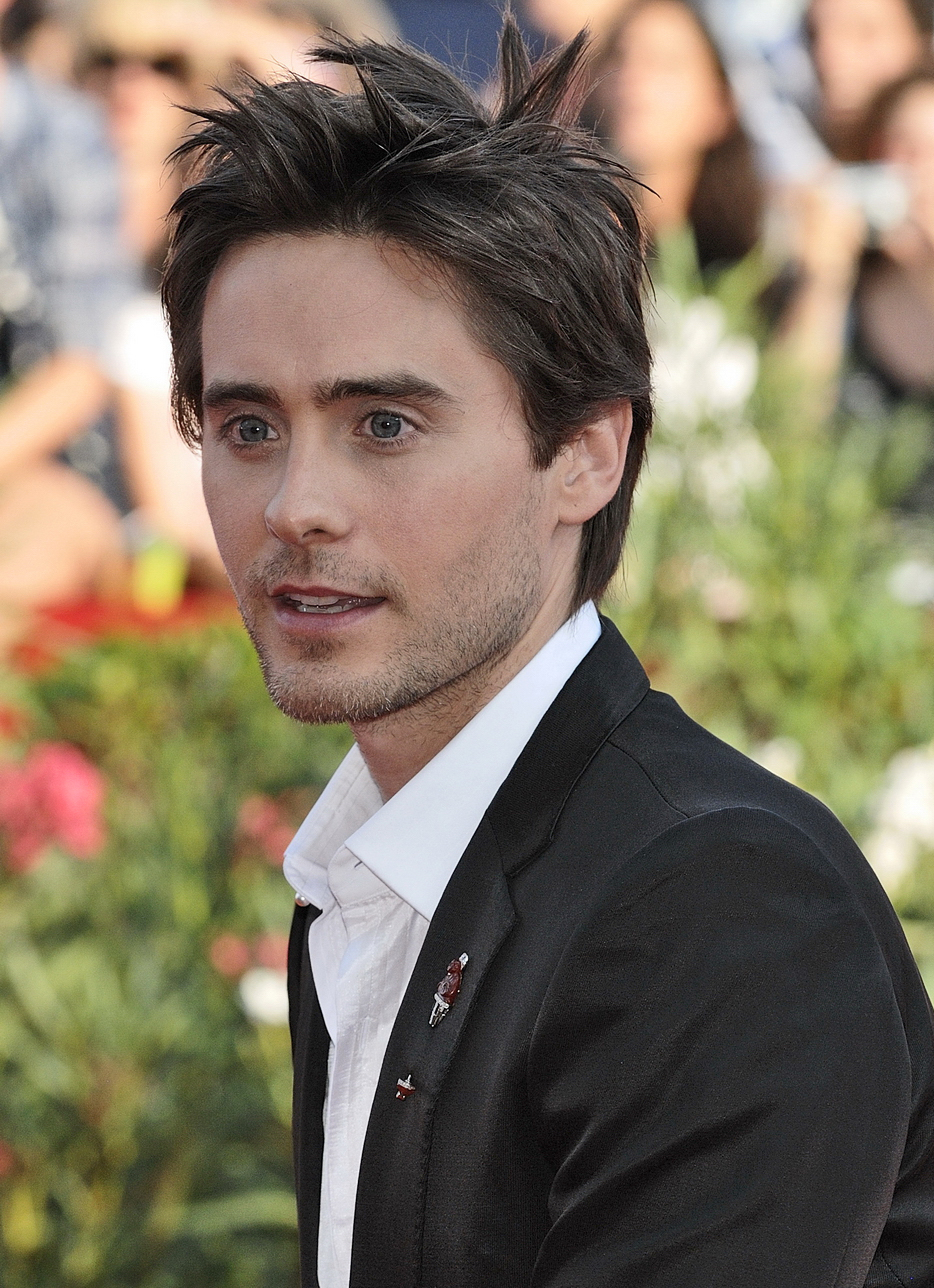
A 66. Velencei Nemzetközi Filmfesztiválon (2009)

| Év        | Magyar cím         | Eredeti cím           | Szerep          | Megjegyzések                      |
| --------- | ------------------ | --------------------- | --------------- | --------------------------------- |
| 1992–1993 |                    | Camp Wilder           | Dexter          | 2 epizód                          |
| 1993      | Torkelsonék        | Almost Home           | Rick Aiken      | 1 epizód                          |
| 1994–1995 |                    | My So-Called Life     | Jordan Catalano | 19 epizód                         |
| 1994      |                    | Cool and the Crazy    | Michael         | tévéfilm                          |
| 2003      |                    | Hollywood High        | önmaga          | különkiadás                       |
| 2006      | Az örmény népirtás | The Armenian Genocide | narrátor        | dokumentumfilm                    |
| 2014–2015 |                    | Into the Wild         | önmaga          | - 16 epizód - rendező és producer |
| 2015–2018 |                    | Beyond the Horizon    | önmaga          | - 17 epizód - rendező és producer |
| 2016      |                    | Great Wide Open       | önmaga          | - 5 epizód - rendező és producer  |
| 2022      |                    | WeCrashed             | Adam Neumann    | - 8 epizód - társproducer         |

## Díjak

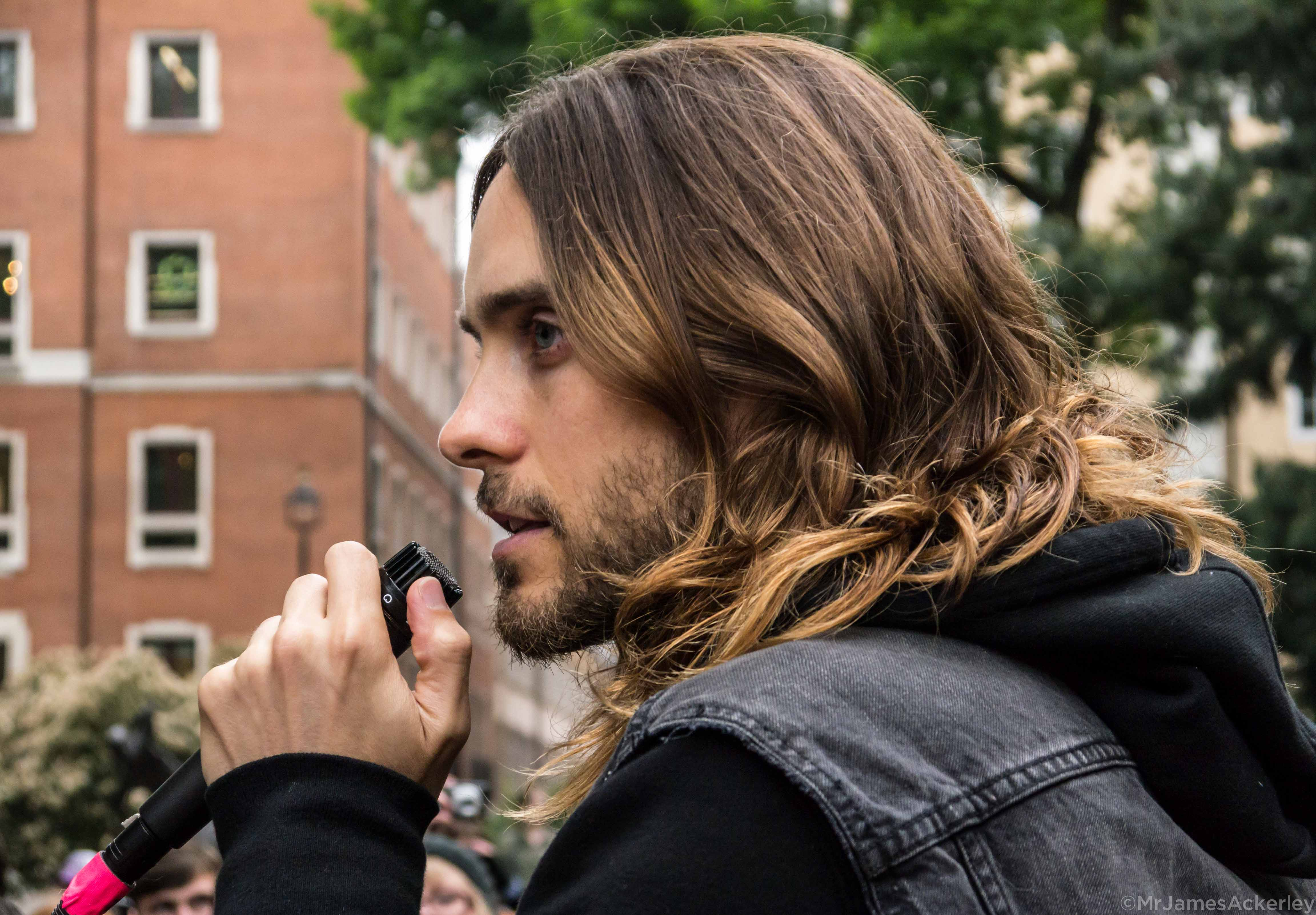
Jared Leto 2013-ban

- 2006 – Fuse Fangoria Chainsaw Awards – A sötétség fejedelme
- 2006 – Hollywood Life’s Breakthrough of the Year Awards – Crossover Artist
- 2007 – Top on Rock – Top Rock Frontman
- 2007 – Top on Rock – Top Rock Screamer
- 2008 – Rock on Request Magazine’s – Top Rock Frontman
- 2014 – Oscar-díj – legjobb mellékszereplő Mielőtt meghaltam
- 2014 – Golden Globe – legjobb mellékszereplő (Mielőtt meghaltam)
- 2022 – Arany Málna – legrosszabb férfi mellékszereplő (A Gucci-ház)
- 2023 – Arany Málna – legrosszabb férfi főszereplő (Morbius)